# At sige det til hende
At sige det til hende er en film instrueret af Kasper Birch.